# Khangar
Khangar er en vulkan som ligger centralt på Kamtjatkahalvøen i Rusland. Khangar er den sydligste vulkan i Sredinnyj-bjergene. Vulkanen har en 2 km bred caldera som nu er fyldt med vand og blevet til en sø.